# Comodo Dragon
Comodo Dragon — вебоглядач на базі вільного проєкту Chromium, з додатковими функціями, що підвищують безпеку та конфіденційність.

## Ключові особливості
- Кращий, порівняно з Chromium, захист конфіденційних даних
- Спрощена ідентифікація сертифікатів SSL
- Швидкий доступ до вебсайтів
- Підвищена стабільність і помірне споживання ресурсів пам'яті
- Incognito Mode — режим анонімного серфінгу, при роботі в якому браузер блокує елементи Cookies